# Bures, Orne

Bures este o comună în departamentul Orne, Franța. În 1 ianuarie 2022 avea o populație de 166 de locuitori.